# Metopius zonurus
Metopius zonurus är en stekelart som beskrevs av Pierre L. G. Benoit 1965.
Metopius zonurus ingår i släktet Metopius och familjen brokparasitsteklar. Inga underarter finns listade i Catalogue of Life.